# Калипо П.И.П (Катанцаро)
Калипо П.И.П је насеље у Италији у округу Катанцаро, региону Калабрија.
Према процени из 2011. у насељу је живело 30 становника. Насеље се налази на надморској висини од 23 м.